# Iguanídeos
Iguanídeos (Iguanidae) é uma família de répteis escamados pertencentes à subordem Sauria.

## Classificação (segundo Frostet al.)[2]
- Género Amblyrhynchus
- Género Brachylophus
- Género Conolophus
- Género Ctenosaura
- Género Cyclura
- Género Dipsosaurus
- Género Iguana
- Género Sauromalus
- Género Armandisaurus (extinto)
- Género Lapitiguana (extinto)
- Género Pumila (extinto)